# Neoliomera richteroides
Neoliomera richteroides är en kräftdjursart som beskrevs av Sakai 1969. Neoliomera richteroides ingår i släktet Neoliomera och familjen Xanthidae. Inga underarter finns listade i Catalogue of Life.